# Hitoshi Iwaaki
Hitoshi Iwaaki (japanisch 岩明 均 Iwaaki Hitoshi; * 28. Juli 1960) ist ein japanischer Mangaka. Er ist bekannt für seine Seinen- und Horror-Manga.

## Leben
Sein Debüt als Manga-Zeichner gab er 1985 mit Gomi no Umi. Ein großer Erfolg gelang ihm 1990 mit Kiseijū über eine Parasiteninvasion auf der Erde. Für den Manga erhielt er 1993 den 17. Kodansha-Manga-Preis sowie 1996 den 27. Seiun Award, einen Preis für herausragende Science-Fiction-Werke. Heute (Stand 2005) arbeitet Iwaaki an der historischen Serie Historie, die 2005 für den Osamu-Tezuka-Kulturpreis nominiert wurde und 2012 den Großen Manga-Preis dieser Auszeichnung erhielt.
Osamu Tezuka hat ihn beeinflusst, wobei er 2011 die Gelegenheit erhielt, zu Tezukas bekanntem Manga Black Jack eine Fortsetzung zu schreiben.

## Werke
- Gomi no Umi (ゴミの海), 1985
- Fuko no Iru Mise (風子のいる店), 1986–1988
- Hone no Oto (骨の音), 1990
- Kiseijū (寄生獣), 1990–1995
- Tanabata no Kuni (七夕の国), 1997–1999
- Yuki no Tōge, Tsurugi no Mai (雪の峠・剣の舞), 1999/2001
- Heureka (ヘウレーカ, Heurēka), 2001–2002
- Historie (ヒストリエ, Hisutorie), seit 2003
- Black Jack – Aoki Mirai (ブラック・ジャック 〜青き未来〜), 2011–2012, nur Szenario, Zeichnungen: Masaaki Nakayama
- Reiri (レイリ), seit 2015, nur Szenario, Zeichnungen: Daisuke Muroi